# Bernard Rossignol
Bernard Rossignol (30 april 1944) is een Belgische voormalige atleet, die gespecialiseerd was in de sprint. Hij werd eenmaal Belgisch kampioen.

## Biografie
Rossignol werd in 1968 Belgisch kampioen op de 100 m. Hij was aangesloten bij FC Luik.

## Belgische kampioenschappen
| Onderdeel | Jaar |
| --------- | ---- |
| 100 m     | 1968 |

## Persoonlijke records
| Onderdeel | Prestatie | Datum | Plaats |
| --------- | --------- | ----- | ------ |
| 100 m     | 10,4 s    |       |        |
| 200 m     | 21,3 s    |       |        |

## Palmares

### 100 m
- 1968:  BK AC - 10,8 s
- 1972:  BK AC - 10,7 s

### 200 m
- 1968:  BK AC - 22,0 s
- 1972:  BK AC - 21,8 s